# 默傑島

70°6′S 71°13′W / 70.100°S 71.217°W
默傑島（英語：Merger Island）是南極洲的島嶼，位於亞歷山大一世島西岸，處於海頓灣入口處，長6公里，根據美國探險隊拍攝的空中照片繪入地圖，現時由南極條約體系管理。